# روبرت نيبولدت
روبرت نيبولدت (بالألمانية: Robert Nippoldt)‏ (ولد عام 1977 في كرانينبرغ، ألمانيا) هو مصمم رسوم توضيحية، ومصمم جرافيك، وفنان كتبي ألماني، درس روبرت تصميم الجرافيك والرسم التوضيحي في جامعة مونستر للعلوم التطبيقية. كان مشروع رسالته هو كتاب "Gangster. Die Bosse von Chicago".
وبعد ذلك بعامين في 2007، تم نشر كتابه الثاني "Jazz. New York in the Roaring Twenties”. وقد تُرجم الكتاب إلى عدة لغات ونال العديد من الجوائز. وفي 2010، صدر كتابه الثالث "Hollywood in the 1930s"، وهو كتاب يتحدث عن أمريكا في عشرينيات وثلاثينيات القرن العشرين.وفي 2017، نشرت Taschen ثم كتابه الرابع بعنوان "Night falls on the Berlin of the Roaring Twenties". ويرافق كتبه ألعاب  وإصدارات محدودة بطباعة حريرية. وإضافةً إلى مشروعاته الكتبية، فإنه يقوم بعمل رسوم توضيحية لمجلات وعملاء عالميين، بما في ذلك صحيفة النيويوركر، ولوموند، ودي تسايت، ومرسيدس بنز، وريدرز دايجست،  وتاشين ومجلة التايم.
بالنسبة للمهام من هذا النوع فإنه يتعاون مع أخته أستريد نيبولدت وزوجته كرستين نيبولدت، كجزء من علامتهم الخاصة ستوديو نيبولدت. عرْض "Ein Rätselhafter Schimmer" هو العرض المصاحب لكتاب Berlin. تم تصميم برنامج العمل المسرحي مع الرسومات المفعمة بالحياة والموسيقى النابضة بالحياة في 2015-2018 بواسطة روبرت نيبولدت و"Trio Größenwahn". تم تقديم العرض أكثر من 30 مرة، ضمن عروض أخرى في مسرح بانثيون بمدينة بون، وفي مسرح Berlin Heimathafen، وعلى السفن السياحية. ولقد عُرضت أعمال روبرت نيبولدت في معارض في ألمانيا وسويسرا وأسبانيا. ويقع الاستوديو الخاص به في ساحة الشحن القديمة في مونستر.

## الأعمال المنشورة

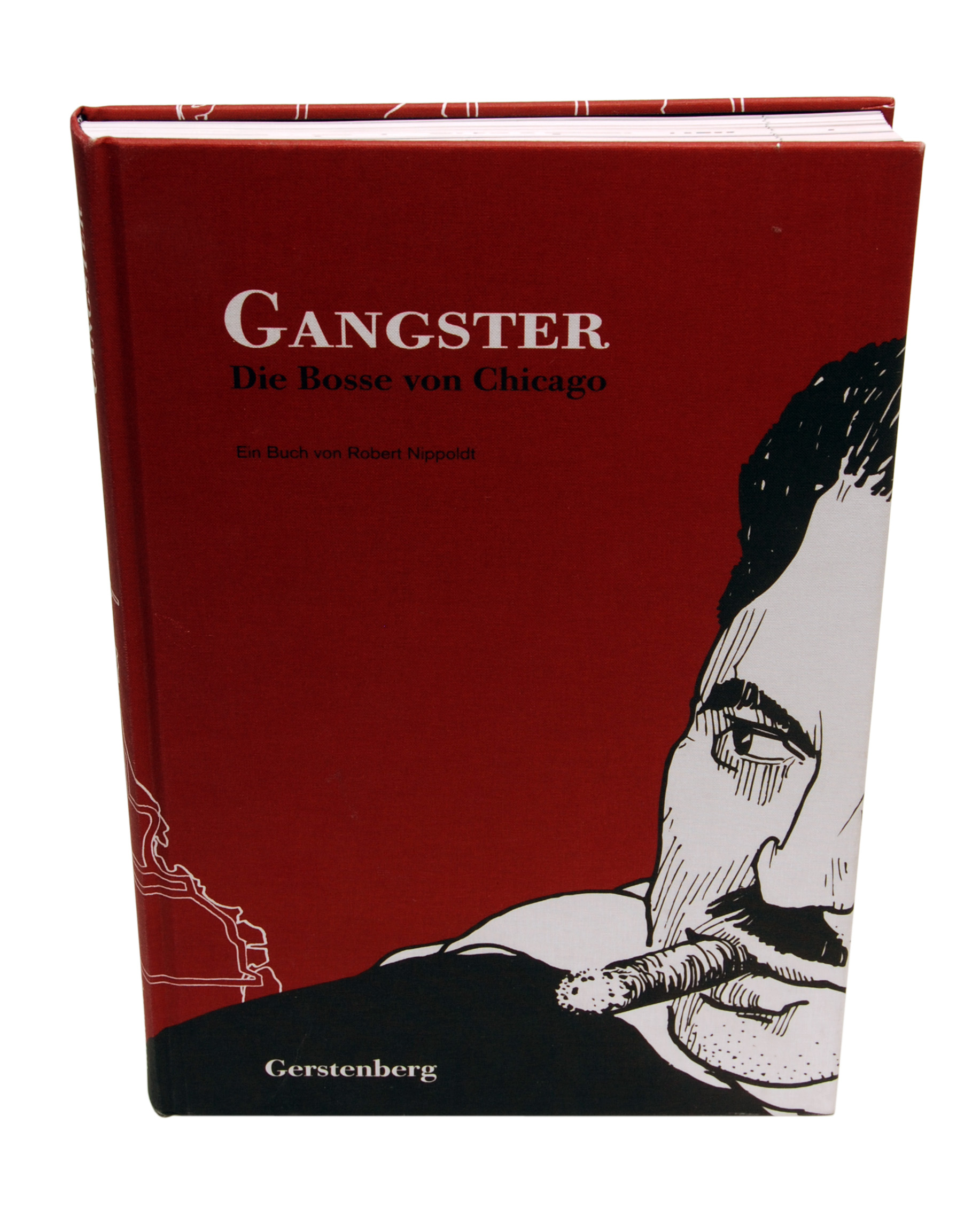
Gangster. Die Bosse von Chicago

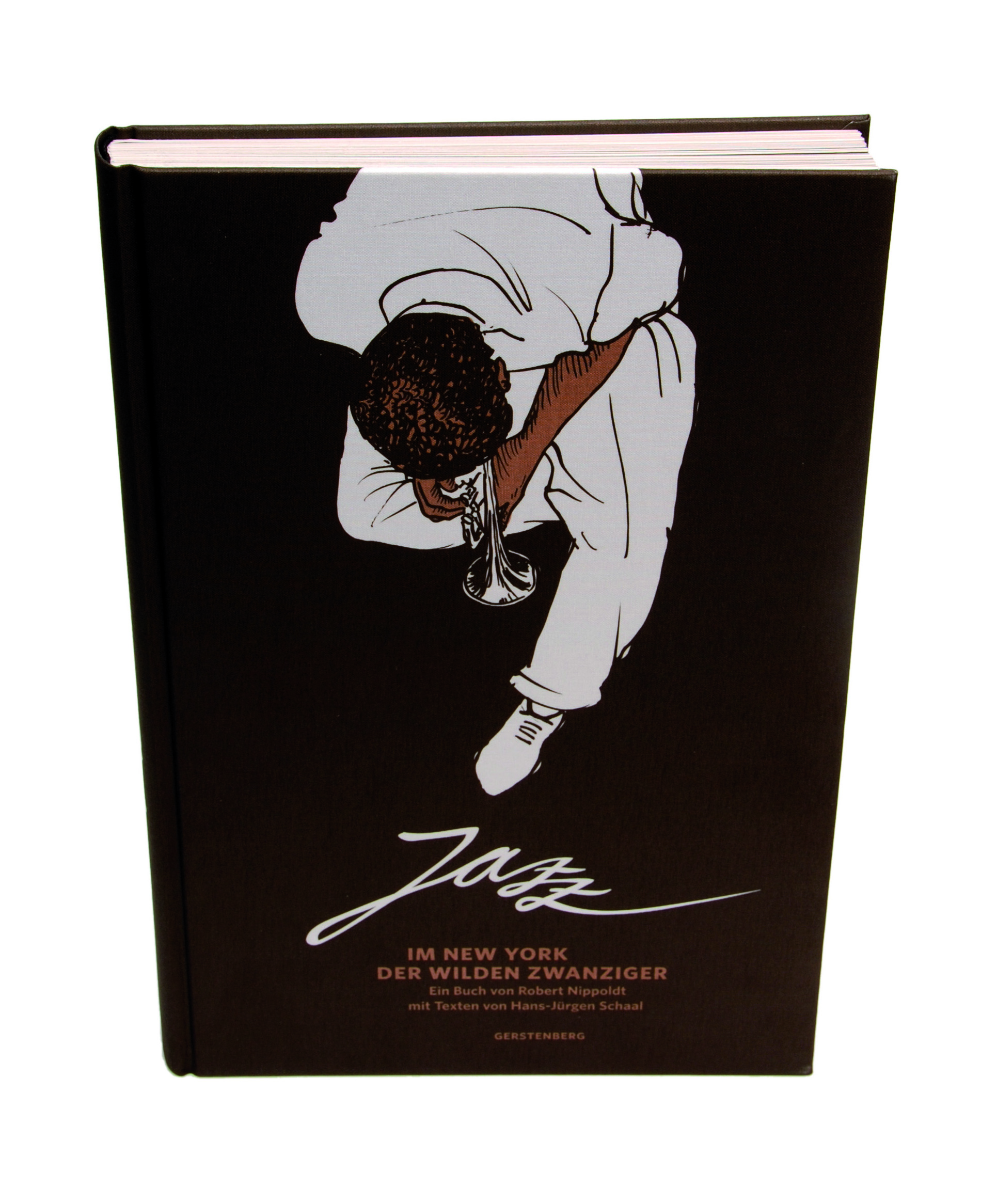
Jazz. New York in the Roaring Twenties

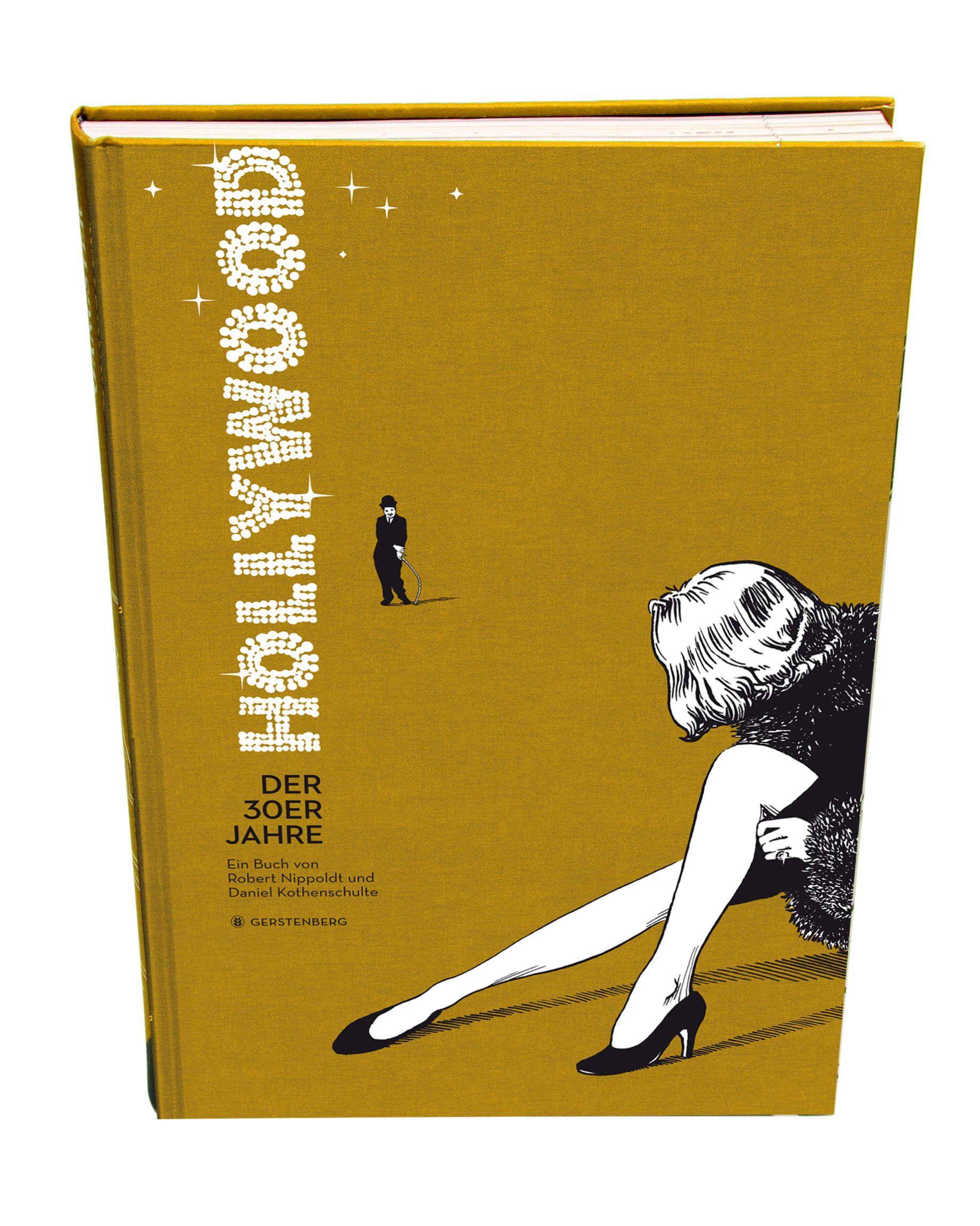
Hollywood in the Thirties

- Gangster. Die Bosse von Chicago, Gerstenberg Verlag, Hildesheim 2005. ISBN 978-3-8067-2941-2[14]
- Jazz. New York in the Roaring Twenties (نص), TASCHEN 2013, ISBN 978-3-8365-4501-3[15]
- Hollywood in the Thirties مع دانيال كوهين شولت (فكرة ونص) وكريستين جوبيل (تلوين)، في مجلة تاشين، 2013, ISBN 978-3-8369-2628-7[16]
- The Great Transformation: Climate – Can we beat the Heat مع كريستين جوبيل وجورج هارتمان وجورج هولسمان وأستريد نيبولتد وإيريس يوجوريل، تم نشره بواسطة A. Hamann, C. Zea-Schmidt and Reinhold Leinfelder، WBGU، برلين 2014. ISBN 978-3-936191-41-7[17]
- TASCHEN 2017 (ردمك 978-3-8365-6320-8) Night Falls on the Berlin of the Roaring Twenties

## الجوائز
- جائزة ACD لبرلين، 2019، نيويورك.
- جائزة Indigo Design لبرلين، 2019، أمستردام.
- جائزة iF Design لبرلين، 2019، هانوفر.
- جائزة German Design Award عن كتاب "Berlin"، في عام2019، فرانكفورت.
- جائزة A Design لبرلين، 2019، إيطاليا.
- جائزةEcon Megaphone لبرلين، 2019، البرلينية.
- جائزة التصميم الدولي لبرلين، 2018، لوس أنجلوس.
- جائزة أفضل كتاب عن «برلين»، 2018، لوس أنجلوس.
- جائزة ADC Award عن كتاب "Berlin"، في عام2018.
- جائزة ريد دوت ديساين عن كتاب "Berlin"، في 2018، إيسن.
- جائزة ADC Award عن كتاب "Berlin"، في عام2018.
- جائزة جوزيف بيندر عن كتاب "Berlin"، في 2018، فيينا.
- جائزة الإعلام الإبداعي الدولي"Berlin"، في 2018، ميربوش.
- جائزة German Design Award عن كتاب "Jazz"، في عام 2016، فرانكفورت[18]
- أفضل إنفوجرافيك أمريكي عن "Facemap" في كتاب "Hollywood"، في 2015، نيويورك.
- جائزة الكتاب الدولية عن كتاب "Jazz"، في 2014، لوس أنجليس.[19]
- جائزة Good Design عن كتاب Jazz"، في 2014، شيكاغو.[20]
- جائزة جوزيف بيندر عن كتاب "Jazz"، في 2014، فيينا.
- جائزة A' Design عن كتاب "Jazz"، في 2014، كومو[21]
- جائزة D&AD، عن كتاب "Jazz"، في 2014، لندن[22]
- أفضل إنفوجرافيك أمريكي عن "The Recording Sessions – Sociogram" في كتاب "Jazz"، في 2014، نيويورك.
- جائزة التصميم الدولية عن كتاب "Jazz"، في 2013، لوس أنجليس[23]
- جائزة نادي المصممين الألمان عن كتاب "Hollywood"، في 2011، فرانكفورت.
- جائزة ريد دوت ديساين عن كتاب "Hollywood"، في 2011، إيسين[24]
- كتاب فيلم العام، هانز هيلموت برنزلر عن كتاب "Hollywood"، في 2010، برلين.
- جائزة التصميم الأوروبية عن تخطيط كتاب "Jazz"، في 2008، ستوكهولم [25]
- Stiftung Buchkunst: أجمل كتاب ألماني لعام 2007" عن كتاب "Jazz"، في 2007، فرانكفورت.
- Illustrative: «أحد أروع الكتب في أوروبا» عن كتاب "Jazz"، في 2007، برلين.
- جائزة ريد دوت ديساين عن كتاب "Gangster"، في 2006، إيسن.

## وصلات خارجية
- أعمال بواسطة أو عن روبرت نيبولدت في المكتبة الوطنية الألمانية
- الموقع الرسمي لروبرت نيبولدت